# Cerviniopsis clavicornis
Cerviniopsis clavicornis är en kräftdjursart som beskrevs av Georg Ossian Sars 1904. Cerviniopsis clavicornis ingår i släktet Cerviniopsis och familjen Cerviniidae. Arten är reproducerande i Sverige. Inga underarter finns listade i Catalogue of Life.